# Bujari
Bujari là một đô thị thuộc bang Acre, Brasil. Đô thị này có diện tích 3468 km², dân số năm 2007 là 7019 người, mật độ 1,91 người/km².